# 御薗氏
御薗氏（みそのし）は、日本の地下家。鍼師として代々活動した。

## 概要
御薗氏は、源満仲の末裔である多田次郎為貞が花園天皇の命で御所の牡丹の枯死を救ったために御薗姓と牡丹と唐獅子の家紋を賜ったのが始まりという。
一方、『地下家伝』では御薗氏の祖は源満季とされ、満季が花山院から摂津国御薗を賜ったことで御薗を称するようになったとされる。
安土桃山時代には御薗常心が摂津国から上洛し、細川忠興の知遇を得て橘の木槌を送られ、法印流鍼術家の父・御薗夢分斎から打鍼法を学んだ。そして、正親町天皇や後陽成天皇の官鍼博士に任じられた。